# تاريخ زائف
 التاريخ المزيف  (بالإنجليزية: Pseudohistory)‏ هو الاستخدام الظاهري أو السطحي للطريقة التاريخية من حواش، استشهادات، فهارس، ومصادر أولية، ليس بهدف تقديم تحليل رصين عن الماضي بل بُغية ترتيب الأحداث ترتيباً غير موضوعي لخدمة فكرة مسبقة. عملياً، التاريخ المزيف هو كذبة كبيرة تتميز بمزاعم عظيمة عن وقائع تاريخية وتحاول تفسيرها بطرق غير نزيهة علمياً خلال المراجعة التاريخية. يسبق المصطلح مصطلحات حديثة نسبياً مثل العلم الزائف، البحث الزائف وعلم الآثار المزيف.
بعض خصائص التاريخ المزيف تتضمن التعامل مع الخرافات والأساطير والملاحم الأدبية كحقيقة حرفية، مع أن التاريخ اللفظي قد يكون تاريخاً معيباً أو ناقصاً في معظم الأحوال أو ليس تاريخاً على الإطلاق. عدم انتقاد أو التشكيك بالمؤرخين القدماء وأخذ مزاعمهم كما هي مع تجاهل الأدلة التجريبية والمنطقية الحديثة أو المخالفة. وفي الوقت ذاته، المبالغة في تأكيد خرافية التاريخ وعدم صلاحية مقارنته بناءً على المعايير الاكاديمية بل على أرضية أخلاقية وسياسية هو كذلك تاريخ مزيف. في كل الحالات، من المقبول حالياً أن نظرة المؤرخ للعالم تؤثر على عمله مهما بلغت درجة الموضوعية في أبحاثه. لذلك، يتفق المؤرخون أن ما من إجابة نهائية لبعض الأسئلة الكبيرة. تتطلب القراءة التاريخية ادراج أكبر عدد ممكن من وجهات النظر لفهم الأحداث التاريخية، غير أنَّ وجهات النظر والتفسيرات المختلفة محددة بعدد الأدلة المتوفرة في نهاية المطاف.

## التعريف وعلم الأصول
صِيغ مصطلح التاريخ الزائف في أوائل القرن التاسع عشر، ما يجعل المصطلح أقدم من المصطلحات ذات الصلة مثل المعرفة الزائفة والعلوم الزائفة. في شهادة تعود إلى عام 1815، استُخدم المصطلح للإشارة إلى رواية تحمل عنوان مسابقة هوميروس وهسيودوس، وهي رواية تاريخية مزعومة تصف مسابقة خيالية بين الشاعرين اليونانيين هوميروس وهسيودوس. ظهر ازدراء المصطلح أيضًا في شهادة أخرى تعود أيضًا إلى عام 1815 وتصف أحد أعمال علم التأريخ بأنه معيب أو مخادع. يشبه التاريخ الزائف العلوم الزائفة، إذ يعتمد كلاهما على التزييف باستخدام منهجية تهدف بصورة مزعومة إلى التمسك بالمعايير الراسخة لعملية البحث في مجال معين من مجالات الاستكشاف الفكري الذي يدعي العلم الزائف أنه جزء منه، مع تقديمه أدلة قليلة أو معدومة لدعم صحّته.
يعرّف الكاتبان مايكل شيرمر وأليكس غروبمان التاريخ الزائف بأنه «إعادة كتابة الماضي لأغراض شخصية أو سياسية حالية». وضع كُتّاب آخرون تعريفًا أوسع له؛ يؤكد دوغلاس ألشين، أحد مؤرخي العلوم، على أن عرض تاريخ الاكتشاف العلمي بطريقة مبسطة، مع إضفاء صبغة درامية بصورة مبالغ فيها إلى جانب أخذ العلماء صفة الرومنسية، يسهم في خلق قوالب نمطية خاطئة حول آلية عمل العلوم، ويبني تاريخًا زائفًا، على الرغم من استنادها إلى حقائق واقعية.

## الخصائص

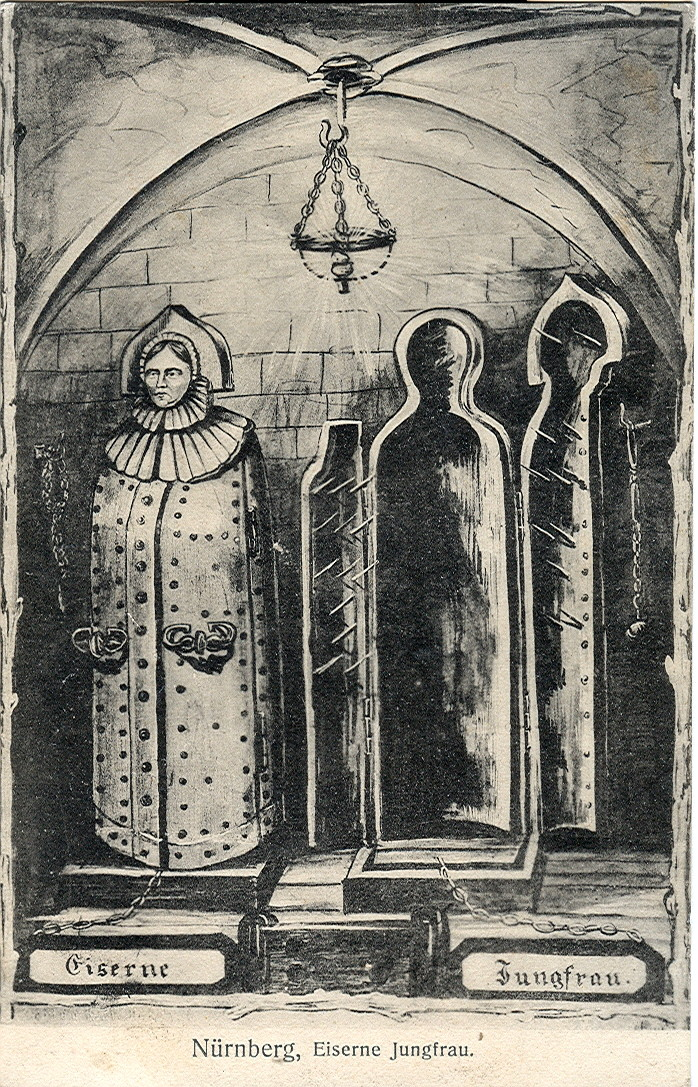

وضع روبرت تود كارول قائمة معايير لتحديد الأعمال التاريخية الزائفة، وصرّح قائلًا: «التاريخ الزائف هو التاريخ المزعوم الذي:
- يعامل الأساطير والخرافات والقصص الملحمية والأعمال الأدبية المماثلة على أنها حقيقة حرفية.
- لا ينقد أو يشكك في إسهامات المؤرخين القدماء الذين يعتمدون على الادعاءات الظاهرية ويتجاهلون الأدلة التجريبية أو المنطقية، عكس النهج الذي اتبعه القدماء.
- ينفّذ مهمةً لا بحثًا، إذ يسعى إلى دعم بعض الأجندات السياسية أو الدينية المعاصرة بدلاً من معرفة حقيقة الماضي.
- غالبًا ما ينكر وجود الحقيقة التاريخية، متشبثًا بالشك المبالغ فيه، إذ لا يصف شيئًا بأنه «حقيقي» إلا عند التأكد منه بصورة مطلقة، ومن ثم لا وجود لشيء حقيقي بسبب عدم وجود شيء مؤكد تمامًا.
- غالبًا ما يؤكد أن التاريخ ليس سوى عملية صنع خرافات وأن التواريخ المختلفة لا يمكن فحصها عبر معايير أكاديمية تقليدية مثل الدقة والاحتمال التجريبي والاتساق المنطقي والترابطية والاكتمال والعدل والصدق وما إلى ذلك، بل عبر أسس أخلاقية أو سياسية.
- الذي يميل إلى الانتقائية في استخدام الوثائق القديمة، مستشهدًا بصورة إيجابية بتلك التي تتناسب مع أجندته، ومتجاهلًا الوثائق التي لا تتناسب معها.
- يعتبر إمكانية صِحّة أمر ما كافيةً للاعتقاد بأنه صحيح في حال تماشيه مع أجندة شخص ما.
- غالبًا ما يؤكد وجود مؤامرة لدحض مزاعمه بسبب العنصرية أو الإلحاد أو الاستعراقية، أو بسبب معارضة الأجندة السياسية أو الدينية لطرف آخر».[8]

يفضل نيكولاس غودريك-كلارك استخدام مصطلح «التاريخ المُشّفر»، ويذكر عنصرين أساسيين: «جهل تام بالمصادر الأولية» وتكرار «المغالطات والادعاءات الغريبة».
تشمل الخصائص المشتركة الأخرى للتاريخ الزائف:
- الربط التعسفي للأحداث المتباينة لتشكيل -في رأي صاحب النظرية- مخطط معين. هذا ما يتطور عادةً إلى نظرية مؤامرة تفترض وجود عميل خفي مسؤول عن إنشاء المخطط والحفاظ عليه. على سبيل المثال، يربط أحد كتب التاريخ الزائف «الدم المقدس والكأس المقدسة» كلًا من فرسان الهيكل، ورومنسيات الكأس المقدسة العائدة إلى العصور الوسطى، وسلالة الفرنجة الميروفينجية، والرسام نيكولا بوسان، في محاولة للتعرف على أحفاد المسيح.
- افتراض تبعات الأحداث غير المحتملة «التي يمكن أن تحدث»، وبالتالي افتراض حدوثها ضمنيًا.
- الإثارة أو قيمة الصدمة.
- اختيار الأدلة المعتمدة على مبدأ الالتقاطية، ما يساعد على إثارة الجدل التاريخي وقمع الأدلة التي تتعارض مع هذا الدليل.[10]

## الفئات والأمثلة
يرد فيما يلي بعض الفئات الشائعة للنظرية القائمة على التاريخ الزائف، مع أمثلة موضحة. لاحظ أن ليس كل النظريات المدرجة في فئة معينة زائفة تاريخيًا بالضرورة؛ بل هي فئات تبدو أنها تجذب المؤرخين الزائفين.

### الفضائيون القدماء والتقنيات القديمة والأراضي المفقودة
جسدت كتب إيمانويل فيليكوفسكي عوالم متصادمة (1950)، وعصور في الفوضى (1952)، والأرض في حالة اضطراب (1955)، والتي أصبحت «أكثر الكتب مبيعًا بصورة فورية» مثالًا على انطواء التاريخ الزائف القائم على الأساطير القديمة على إمكانية تحقيق نجاح مالي هائل، وتحولت إلى أمثلة ناجحة يمكن للأعمال المستقبلية من هذا النوع أن تحذو حذوها.
نشر إريك فون دانكن كتاب عربات الآلهة؟ في عام 1968، والذي يدعي أن الزوار القدماء من الفضاء الخارجي قد بنوا الأهرامات والآثار الأخرى. نشر فون دانكن منذ ذلك الحين كتبًا أخرى طرح من خلالها ادعاءات مماثلة، صُنّفت جميعها ضمن خانة التاريخ الزائف. في السياق ذاته، نشر زكريا سيتشين العديد من الكتب التي تدعي أن نوعًا من الكائنات الفضائية القادمة من كوكب نيبيرو والمعروفة باسم انوناكي قد زار الأرض في العصور القديمة بحثًا عن الذهب والبشر المهندسين وراثيًا، ليكونوا عبيدًا لهم. يدّعي سيتشين أيضًا ورود هذه الأحداث في سجلات الأساطير السومرية، وغيرها من الأساطير في جميع أنحاء العالم. يُذكر أن هذه التكهنات قد اعتُبرت تاريخًا زائفًا أيضًا.
رُوّج لفرضية رواد الفضاء القديمة في الولايات المتحدة من خلال المسلسل التلفزيوني إينشنت إليينز والذي عُرض على قناة هيستوري التلفزيونية. لاحظ أستاذ التاريخ رونالد إتش. فريتز أن الادعاءات التاريخية الزائفة التي يروج لها فون دانكن وبرنامج إينشنت إليينز تحظى بشعبية دورية في الولايات المتحدة: «في زمن ثقافة البوب والذاكرة القصيرة والشهية المفتوحة، يمكن دائمًا إعادة ترويج فكرة الفضائيين الأجانب والأهرامات والحضارات المفقودة، تمامًا مثل صيحات الموضة».
باع المؤلف غراهام هانكوك أكثر من أربعة ملايين نسخة من الكتب التي تروج لفرضية شبه كاذبة مفادها أن جميع المعالم الرئيسية في العالم القديم، بما فيها ستونهنج والأهرامات المصرية والمواي القابعة في جزيرة الفصح، قد بُنيت من قبل حضارة قديمة واحدة، والتي ادعى هانكوك ازدهارها بين عامي 15000 و10000 قبل الميلاد وامتلاكها معرفةً تكنولوجية وعلمية تضاهي المعرفة في الحضارة الحديثة أو تتجاوزها. طوّر هانكوك في بداية الأمر الهيئة الكاملة لهذه الفرضية في كتابه بصمات الآلهة، والذي كان أكثر الكتب مبيعًا في عام 1995 بعد أن لاقى استحسانًا شعبيًا ملحوظًا من جهة، وازدراء العلماء من جهة أخرى. نشر كريستوفر نايت العديد من الكتب، بما فيها آلة أوريل (2000)، موضحًا الادعاءات التاريخية الزائفة حول امتلاك الحضارات القديمة تقنيات تفوق ما يملكه البشر اليوم.
صُنّف الادعاء بوجود قارة ضائعة تعرف باسم ليموريا في المحيط الهادئ على أنه تاريخ زائف أيضًا.

### التاريخ الزائف المعادي للسامية
يُعتبر بروتوكولات حكماء صهيون عملًا احتياليًا يهدف إلى كشف مؤامرة يهودية تاريخية للسيطرة على العالم. ثبت أن الوثيقة محض تزوير بصورة قاطعة في أغسطس 1921، عندما كشفت صحيفة التايمز سرقة أجزاء كبيرة من الوثيقة من حوار ساخر لموريس جولي عام 1864 بعنوان حوار في الجحيم بين مونتسكيو وميكافيلي، ورواية بياريتز المعادية للسامية للكاتب هيرمان جويدشي في عام 1868.
تبعًا لنظرية الخزر، وهي نظرية أكاديمية هامشية، يعود أصل معظم يهود أوروبا إلى آسيا الوسطى (الترك). على الرغم من الإجماع الأكاديمي السائد، رُوّج لهذه النظرية في الأوساط المعادية للسامية والمعادية للصهيونية على حد سواء، بحجة أن اليهود عنصر أجنبي في كل من أوروبا وفلسطين.
يصنف إنكار الهولوكوست وإنكار الإبادة الجماعية عمومًا على أنه تاريخ زائف. تشمل قائمة المؤيدين الرئيسيين لإنكار الهولوكوست ديفيد إيرفينغ وآخرين، ممن يجادلون بأن المحرقة، والهولودومور، والإبادة الجماعية الأرمينية، وغيرها من عمليات الإبادة الجماعية لم تحدث، أو اعتبروها أحداثًا مبالغًا فيها إلى حد كبير.